# Фёдоров, Владимир Григорьевич (генеральный директор)
Владимир Григорьевич Фёдоров — советский хозяйственный и политический деятель.

## Биография
Родился в 1933 году в Благовещенске. Член КПСС.
Окончил Ленинградский военно-механический институт.
В 1957—1974 гг. — старший мастер на участке № 14, инженер, заместитель начальника, начальник цеха № 4, заместитель главного инженера завода имени Дегтярёва.
В 1974—1978 гг. — главный инженер завода имени Дегтярёва.
В 1978—1993 гг. — генеральный директор ПО «Завод имени Дегтярёва».
Лауреат Государственной премии СССР (1979, неопубликованным Указом).
Делегат XXVII съезда КПСС.
Умер в 2008 году в Коврове.

## Награды
- Орден Октябрьской Революции
- Орден Трудового Красного Знамени (дважды)